# Pogodba o zaposlitvi
Pogodba o zaposlitvi je pravni akt, ki ga skleneta delavec in delodajalec in je opredeljena v Zakonu o delovnih razmerjih.
Pogodba o zaposlitvi se lahko sklene za določen ali nedoločen čas.

## Zakonska opredelitev
9. člen ZDR opredeljuje pogodbo takole:
(1) S pogodbo o zaposlitvi se sklene delovno razmerje.
(2) Pravice in obveznosti na podlagi opravljanja dela v delovnem razmerju in vključitev v socialno zavarovanje na podlagi delovnega razmerja, se začnejo uresničevati z dnem nastopa dela, dogovorjenim v pogodbi o zaposlitvi. Delodajalec je dolžan delavca prijaviti v obvezno pokojninsko, invalidsko, zdravstveno in zavarovanje za primer brezposelnosti v skladu s posebnimi predpisi in mu izročiti fotokopijo prijave v 15 dneh od nastopa dela.
(3) Če datum nastopa dela ni določen, se kot datum nastopa dela šteje datum sklenitve pogodbe o zaposlitvi.
(4) Pravice in obveznosti na podlagi opravljanja dela v delovnem razmerju in vključitev v socialno zavarovanje na podlagi delovnega razmerja se začnejo uresničevati z datumom nastopa dela tudi v primeru, če delavec tega dne iz opravičenih razlogov ne začne delati.
(5) Opravičeni razlogi po tem zakonu, zaradi katerih delavec ne začne delati, so primeri, ko je delavec opravičeno odsoten z dela po zakonu ali kolektivni pogodbi, lahko pa jih s pogodbo o zaposlitvi določita tudi stranki sami.